# Gentianella angustiflora
Gentianella angustiflora är en gentianaväxtart som beskrevs av H. Smith. Gentianella angustiflora ingår i släktet gentianellor, och familjen gentianaväxter. Inga underarter finns listade i Catalogue of Life.